# 타원 은하

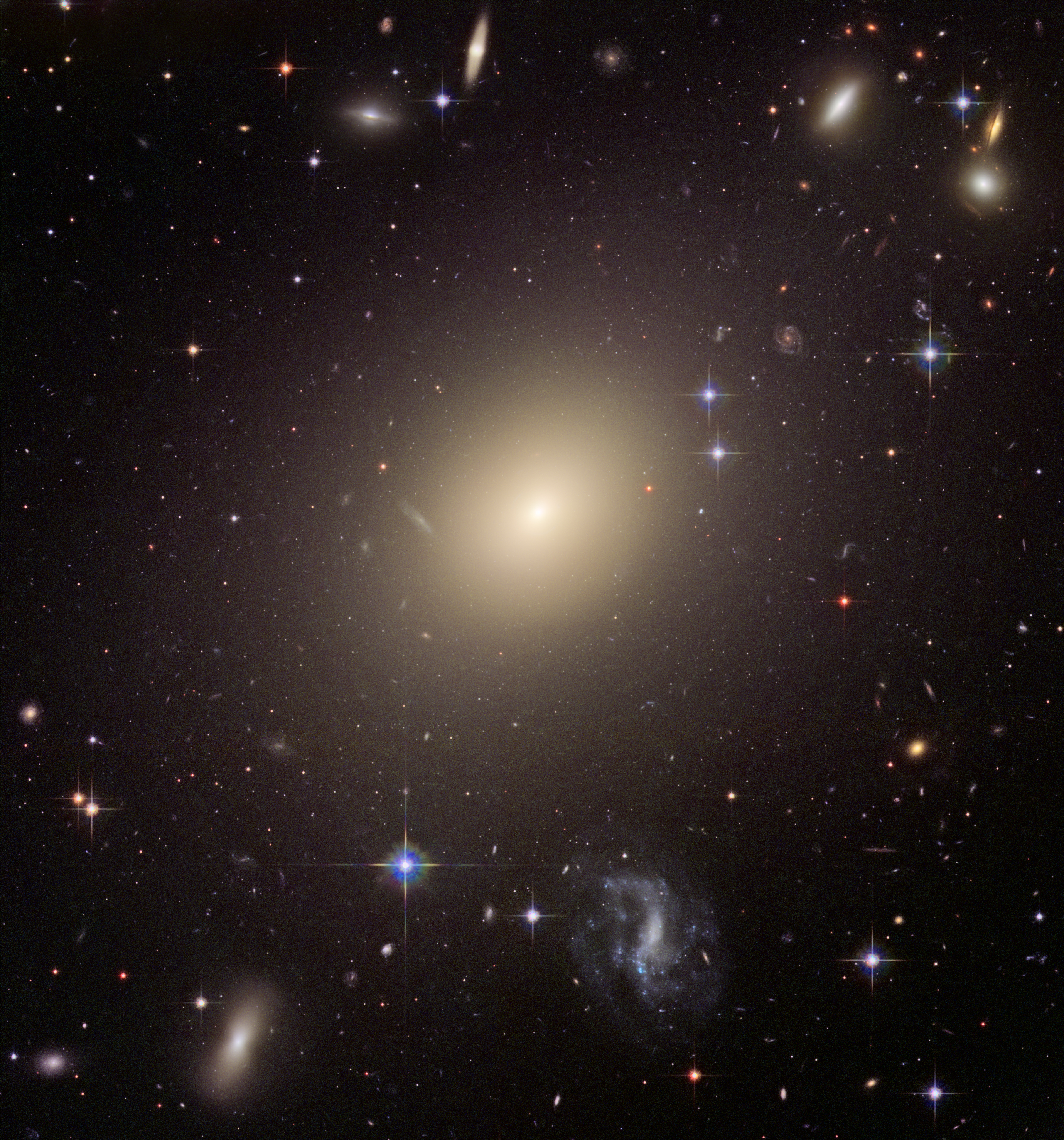
거대타원은하 ESO 325-G004

타원 은하(楕圓 銀河, 영어: elliptical galaxy)는 대략적으로 타원 모양에, 매끄럽고 거의 단조로운 밝기 윤곽을 가진 은하의 한 유형이다. 평탄한 나선 은하의 구조와는 달리, 이들은 많은 구조 없이 더 3차원적이고, 구성 별은 은하 중심 주변을 어느 정도 무작위 궤도 운동한다. 이들은 나선 은하 및 렌즈형 은하와 같이 1936년 에드윈 허블의 저서 성운의 왕국(The Realm of the Nebulae)에서 처음으로 기술된 세 가지 주요 은하의 유형 중 하나이다. 타원 은하의 모양은 거의 둥근 것부터 크게 평탄한 것 까지 다양하고, 크기는 수천만 개의 별로 구성된 것부터 1조 개의 별로 구성된 것까지 있다. 에드윈 허블은 원래 타원 은하가 나선 은하로 진화할 것이라 생각했지만, 나중에 사실이 아닌 것으로 밝혀졌다. 타원 은하 내부에서 발견되는 별들은 나선 은하에서 발견되는 별들보다 훨씬 오래되었다.
대부분의 타원 은하는 질량이 작고 늙은 별들로 구성되어 있고, 성간 물질이 드물며 아주 작은 별의 형성 활동을 갖고 있다. 그리고 이들은 많은 수의 구상 성단으로 둘러싸여 있는 경향이 있다. 타원 은하는 처녀자리 은하단에 있는 은하의 약 10~15%를 차지하며, 우주 전체에서 수적으로 우세한 유형의 은하는 아닐 것이라 여겨지고 있다. 이들은 주로 은하단의 중심 가까이에서 발견된다. 타원 은하는 렌즈형 은하와 함께 "조기형"은하(早期形銀河 early-type galaxy, ETG)라고도 불리는데, 허블 순차에서의 위치와 초기 우주에서 희귀하게 발견되기 때문이다.

## 일반적 특징

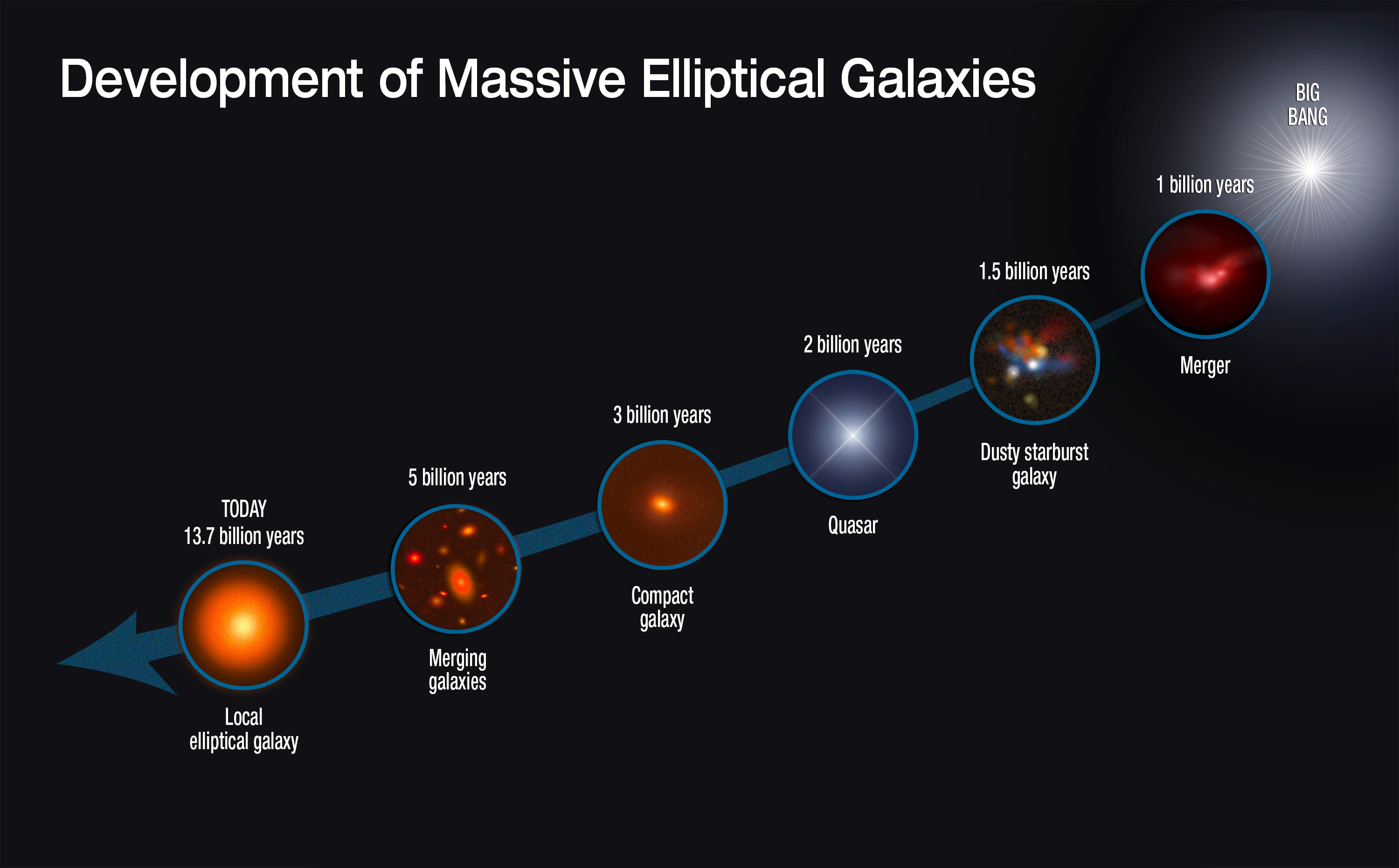
무거운 타원 은하의 발달 과정

타원 은하는 다른 유형과는 별개의 몇가지 특징에 의해 묘사된다. 이들은 구형 또는 타원형에 별을 형성할 가스가 없는 별들의 무리이다. 가장 작은 것으로 알려진 타원은하는 우리 은하의 크기의 약 10분의 1배이다. 타원은하에서의 별의 운동은 회전에 의해 지배되는 나선 은하의 원반과는 달리 대부분 시선운동이다. 게다가, 성간 물질(가스와 먼지도 아닌)의 양이 매우 적은데, 그 결과로 낮은 별 형성률에, 극소수의 산개성단 및 어린 별이 있다. 정확히 말해서 타원은하는 은하를 적색으로 보이게 만드는 늙은 항성종족으로 대부분이 구성되어 있다. 거대한 타원은하는 보통의 구상 성단으로 구성된 거대한 계를 가지고 있다.
타원 은하 및 원반 은하의 팽대부의 역학적 특징이 서로 유사한데, 이들이 아직까지 논란이 남아 있긴 해도 동일한 물리과정을 통해 형성되었음을 암시한다. 타원 은하와 팽대부 모두 광도윤곽이 서직의 법칙과 잘 들어맞는다.
타원 은하는 주로 은하단이나 밀집된 은하군에서 발견된다.

## 별의 형성
타원은하에 대한 전통적인 묘사는 높은 적색편이에서 처음의 폭발적 형성 후에 별의 형성이 끝나, 늙은 별들만 빛나는 은하로 표현한다. 대부분의 나선은하에 더해진 청색과는 대조적으로, 타원은하는 보통 황적색으로 보인다. 나선은하에서, 청색은 주로 나선팔에 있는 어리고 뜨거운 별에 의해 발한다. 매우 작은 별의 형성이 타원은하에서 일어나는 것으로 여겨지고 있다. 나선은하나 불규칙은하에 비해 가스가 부족하기 때문이다. 그러나, 이에 관한 연구는 최근 몇년간 이러한 은하가 합리적인 비율(~25%)의 잔여 가스 보유량과 낮은 수준의 별의 형성을 보여주었다. 허셜 우주 관측선을 이용한 연구원들은 타원은하에 있는 중심의 블랙홀이 별의 형성에 필요한 냉각이 일어나지 않도록 가스를 유지하고 있을 것이라 추측하고 있다.

## 크기와 모양

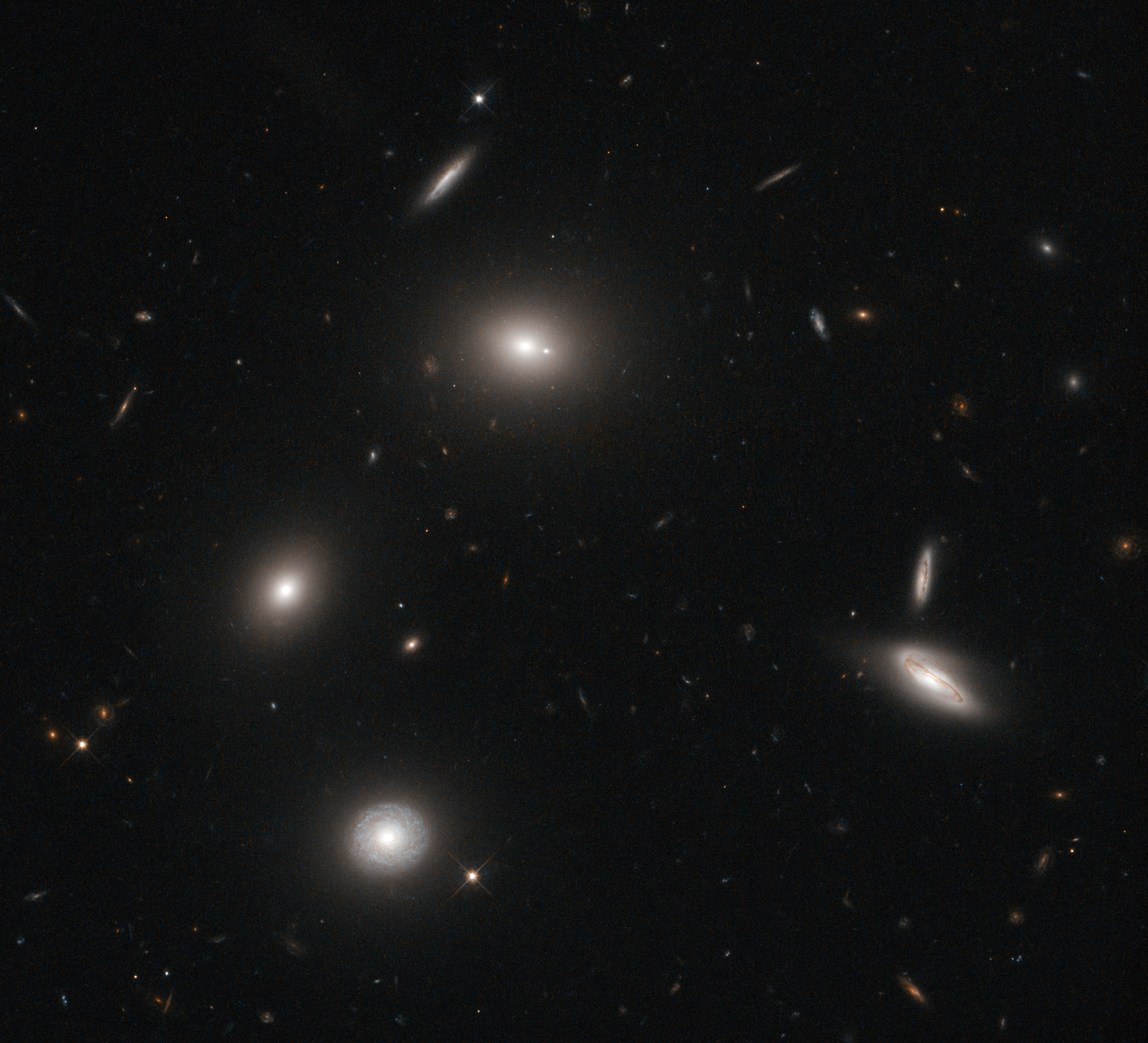
사진의 중심부에 있는 은하는 거대타원은하 4C 73.08이다.

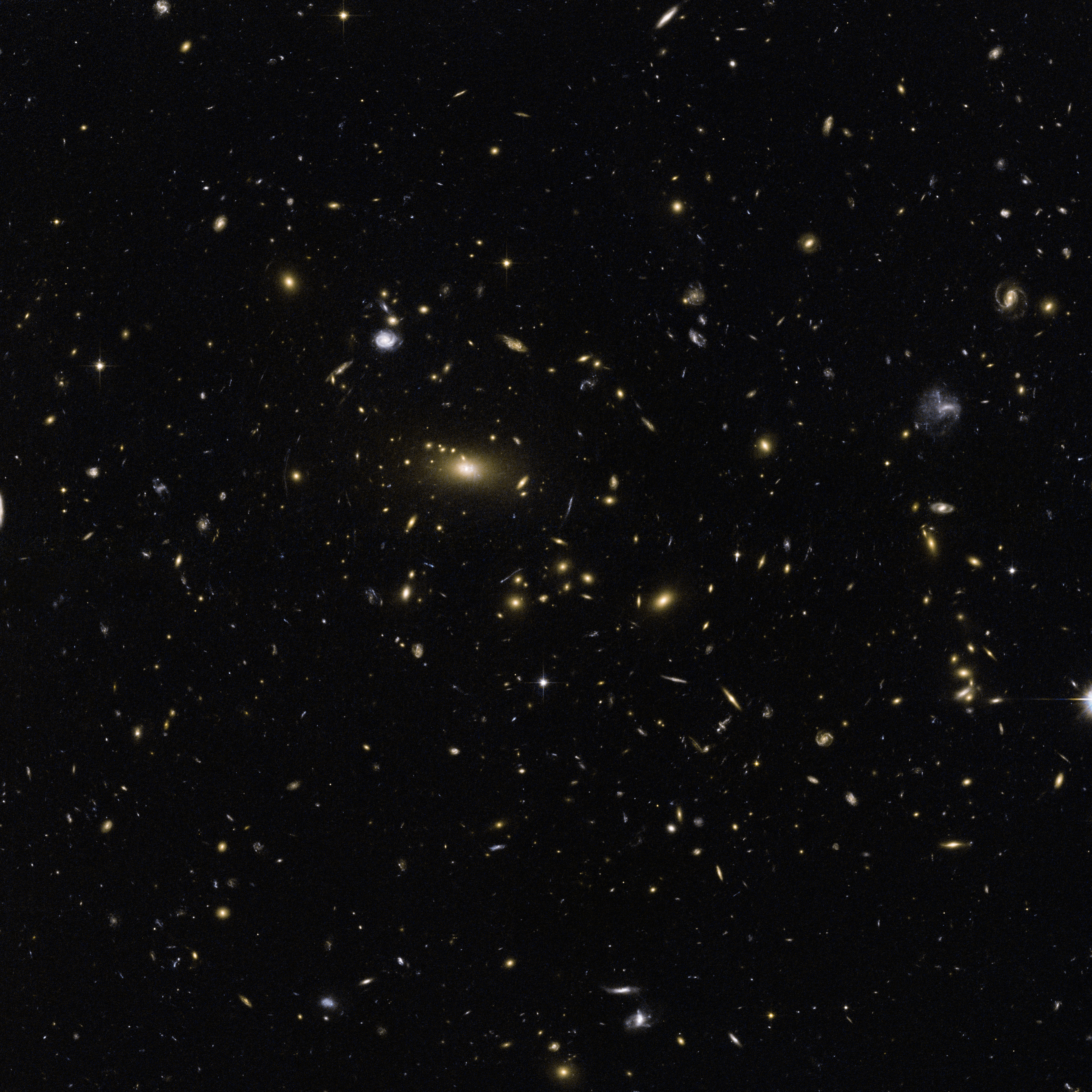
중심의 밝은 천체는 은하단 MACSJ1423.8+2024의 지배적 일원인 초거대타원은하이다.

타원은하는 10분의 1 킬로파섹만큼 작은 것부터 100 킬로파섹 이상까지, 그리고 107 M☉에서 거의 1013 M☉까지 크기와 질량이 서로 크게 다르다. 이 범위는 어떤 다른 유형의 은하보다도 훨씬 넓다. 가장 작은 왜소타원은하는 평범한 구상성단보다도 크지 않지만, 성단에서는 나타나지 않는 상당한 양의 암흑물질을 포함하고 있다. 이러한 작은 은하의 대부분은 다른 타원은하와 관련되어 있지 않다.
타원은하에 관한 허블 분류는 은하의 모습이 얼마나 찌그러져 있는지에 관한 정수를 포함한다. 이 분류는 은하의 등광도선의 장축(a) 대 단축(b)의 비를 통해 결정된다.
{\displaystyle 10\times \left(1-{\frac {b}{a}}\right)}
따라서 a와 b가 동일한 구형 은하의 수는 0이고, 허블 유형은 E0형이다. 한계는 약 E7형인데, 평탄한 은하를 부풀어 오르게 만드는 불안정성에 의한 것으로 여겨지고 있다. 가장 흔한 모양은 E3형에 가깝다. 허블은 그의 형태 분류가 은하의 관측된 모양에 따른 각도 뿐만 아니라 은하의 본질적인 모양에 달려 있을 것이라 믿었다. 이런 이유로 허블 유형이 E0인 일부 은하들은 실제로 길게 늘어져 있을지도 모른다.
타원은하에 관해서 두가지 물리학적 유형이 있다. 모양이 다른 방향보다 특정 방향이 더 우세한(비등방적) 무작위 운동의 결과라는 "상자형"(boxy) 거대타원은하와, 거의 등방적인 무작위 운동속도를 가지고 있지만 회전에 의해 평탄화된 "원반형"(disky) 일반 및 저광도 타원은하이다.
왜소타원은하는 평범한 타원은하와 구상성단 사이의 중간형이라는 특징을 가지고 있다. 왜소구형은하는 특징이 불규칙은하와 만기형나선은하의 특징과 더 유사하기 때문에 별개의 유형으로 본다.
타원은하의 스펙트럼의 끝부분에서, 허블 분류를 넘어선 하위유형이 더 있다. gE 거대타원은하를 넘어, D은하와 cD은하가 있다. 이들은 그보다 작은 타원은하와 유사하지만, 거대한 헤일로를 가지며 더 확산되어 있다. 일부는 심지어 렌즈형은하와 더 유사한 것처럼 보인다.

## 진화
현재 생각은 모두는 아닐지라도 타원은하가 어떤 유형의 동일한 질량을 가진 둘 또는 그 이상의 은하가 충돌하고 병합되는 장기간 과정의 결과일 것이라고 한다.
그러한 큰 은하병합은 초기에 흔했지만 오늘날에는 드물게 일어나는 것으로 추정되고 있다. 작은 은하병합은 매우 다른 질량의 두 은하가 수반되고, 그 결과로 거대타원은하가 되지 않는다. 예를 들면, 우리은하는 지금 몇 개의 작은 은하를 잡아먹고 있는 것으로 알려져 있다. 우리은하는 또 불명의 접선 요소에 근거하여, 안드로메다 은하와 40~50억 년 후에 충돌한다. 타원은하가 두 나선은하의 병합의 결과가 될 것이라고 이론화되었다.
모든 무거운 타원은하는 중심에 초대질량 블랙홀을 포함할 것으로 여겨지고 있다. 블랙홀의 질량은 M-시그마 관계를 통해 은하의 질량과 밀접하게 연관되어 있다. 블랙홀은 별의 형성을 억제함으로써 초기 우주에서 타원은하의 성장 제한에 중요한 역할을 할 것이라 여겨지고 있다.

## 예
- M32
- M49
- M59
- M60 (NGC 4649)
- M87 (NGC 4486)
- M89
- M105 (NGC 3379)
- M110

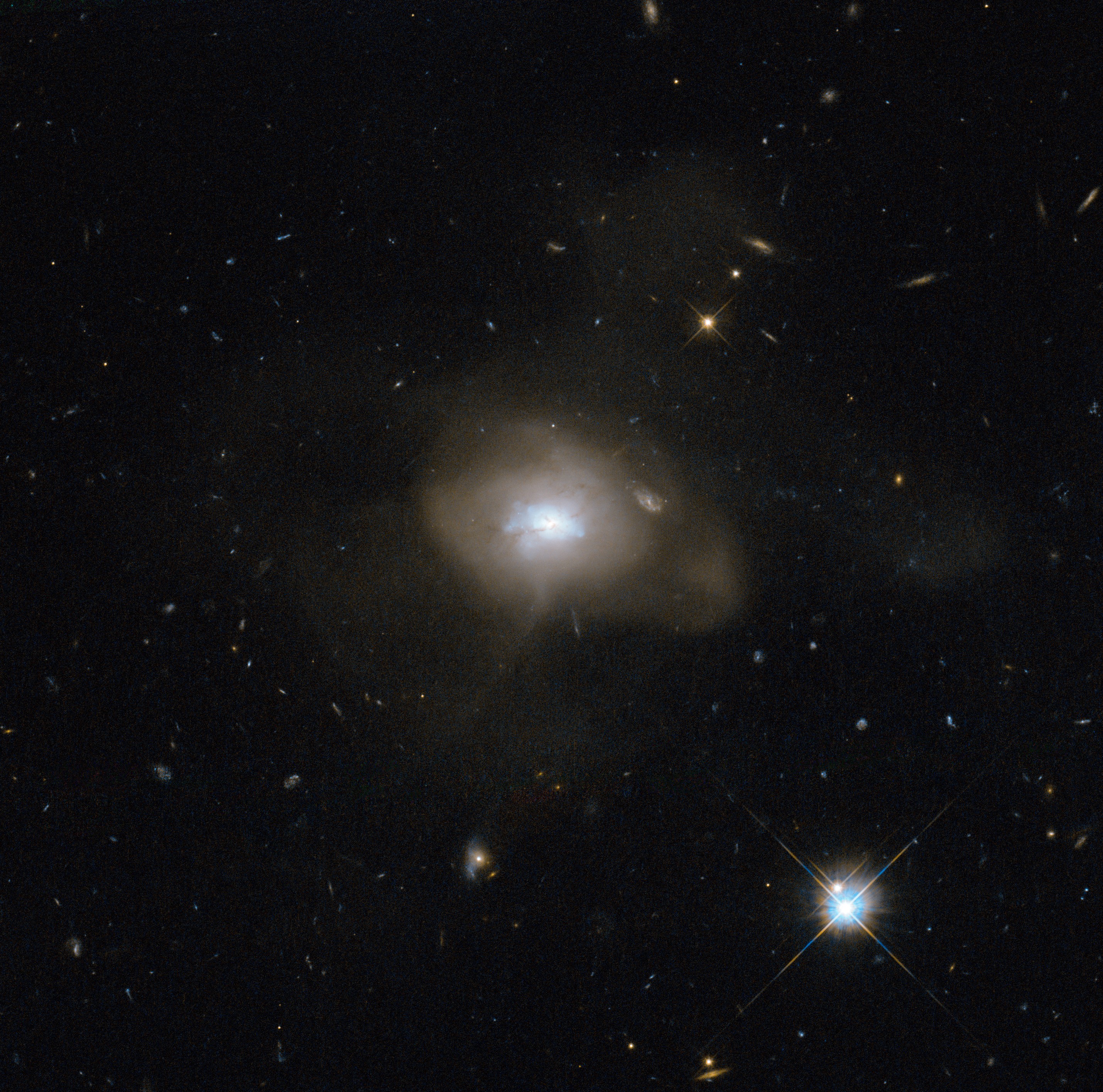
타원은하 SDSS J162702.56+432833

- IC 1101, 관측 가능한 우주에서 가장 거대한 은하 중 하나
- 마페이 1, 가장 가까운 거대 타원 은하
- 센타우루스자리 A (NGC 5128), 타원 은하이자, 렌즈형 은하로 논란 있는 전파은하
- 알키오네우스(은하)(영어판)

## 같이 보기
- 호스 불안정성(영어판)
- 은하의 색-등급도
- 은하 형태 분류
- 허블 순차
- 렌즈형 은하
- M-시그마 관계
- 오시프코프–메리트 모형
- 서직 윤곽